# Barbakan
Barbakan ili Barbekana u fortifikaciji ima dvojako značenje:
- Barbakan je malo utvrđenje ili palisade pred ulazom u utvrdu.Postavljen pred utvrdom, zadaća barbakana je bila veća zaštita vrata utvrde. Najčešće je povezan pokretnim mostom s njom. Barbakan je bio niža građevina od utvrde, zidovi su postavljeni tako da ne pružaju zaštitu neprijateljskoj vojsci ako ga osvoji ili ako ga branitelji napuste.

- Barbakan mogu biti potpornji (kontrafori) gradskih zidina.Ako su zidovi utvrđenja tanki ili dolazi do deformacije, pucanja, dodavale bi se kontrafore.